# Goiás (település)
Goiás (más néven Goiás Velho) kisváros Goiás államban, Brazíliában. Lakosságszáma 26 700 fő volt 2005-ben.
Ez a városka volt Goiás állam fővárosa 1937-ig, amikor a kormányzatot áthelyezték a akkoriban épített Goiâniába. Goiás megőrizte gyarmati öröksége nagy részét. Jelentőségére való tekintettel a város történelmi központja az UNESCO világörökség része lett 2001-ben.

## Története
Goiást 1727-ben alapította a híres rabszolgavadász és felfedező, Bartolomeu Bueno da Silva, és neve a gyarmati időkben Vila Boa de Goiás, szép falu volt. A Goiás név a goyaz indiánoknak, a terület őslakóinak emlékét őrzi. Házai, kápolnái és templomai az aranyláz korának tetőpontjára vonatkozó bizonyítékok. A város történelme Goiás állam történelmétől elválaszthatatlan, és az épületek az elmúlt századok aranyból eredő gazdagságára emlékeztetnek.

## Nevezetességei
Nevezetes épületei:
- Museu das Bandeiras: 1761-ben építették;
- Colégio Sant'Ana: dominikai szerzetesek alapították 1879-ben;
- Nossa Senhora d'Abadia-templom: rabszolgák építették 1790-ben, s az oltárát kékkel és arannyal festették ki;
- Casa da Fundição: 1752-ből, itt a bányákból származó aranyat olvasztották be;
- Igreja da Boa Morte: a nyolcszögletű templomot 1779-ben építették;
- Palácio Conde dos Arcos: a kormányzói palota 1755-ből.

Goiás a költőnő, Ana Lins dos Guimarães Peixoto Bretas szülővárosa (1889-1985), akit Cora Coralinaként ismertek. Bár 14 évesen már írt, első könyvét csak 75 évesen adta ki. Pénzkeresetként édességeket készített és adott el. A ház, ahol élt, a legidősebbek közül való, 1782-ből, ma múzeum, ahol megtekinthetőek  bútorai, személyes tárgyai, dokumentumai és azok a levelek, amelyeket jeles személyektől kapott, mint Jorge Amado írótól, aki az egyik legismertebb brazil író bel- és külföldön egyaránt.

## Hagyományai
Goiás legnagyobb ünnepe, amire a Nagyhét alatt kerül sor, a Fogaréu körmenet, amikor a résztvevők leplekbe, csuklyákba öltözve vonulnak végig az utcákon. A körmenet idejére sötétségbe borul a város, csak a felvonulók fáklyái világítanak. A felvonulás adott pontján kürtszó adja hírül Krisztus elfogatását. Ez a középkori hangulat évről évre több ezer turistát vonz a városba. A Nagyhét többi napján is különféle ünnepségeket tartanak, nagypénteken pedig gyógyfüveket gyűjtenek, mert az ekkor gyűjtött növényeknek csodatevő hatást tulajdonítanak.

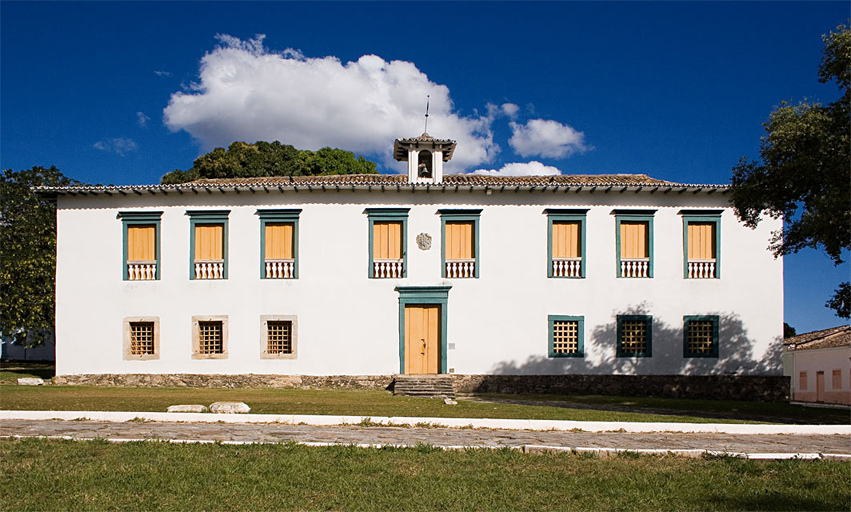
Antiga Casa da Câmara e Cadeia, atual MuBan
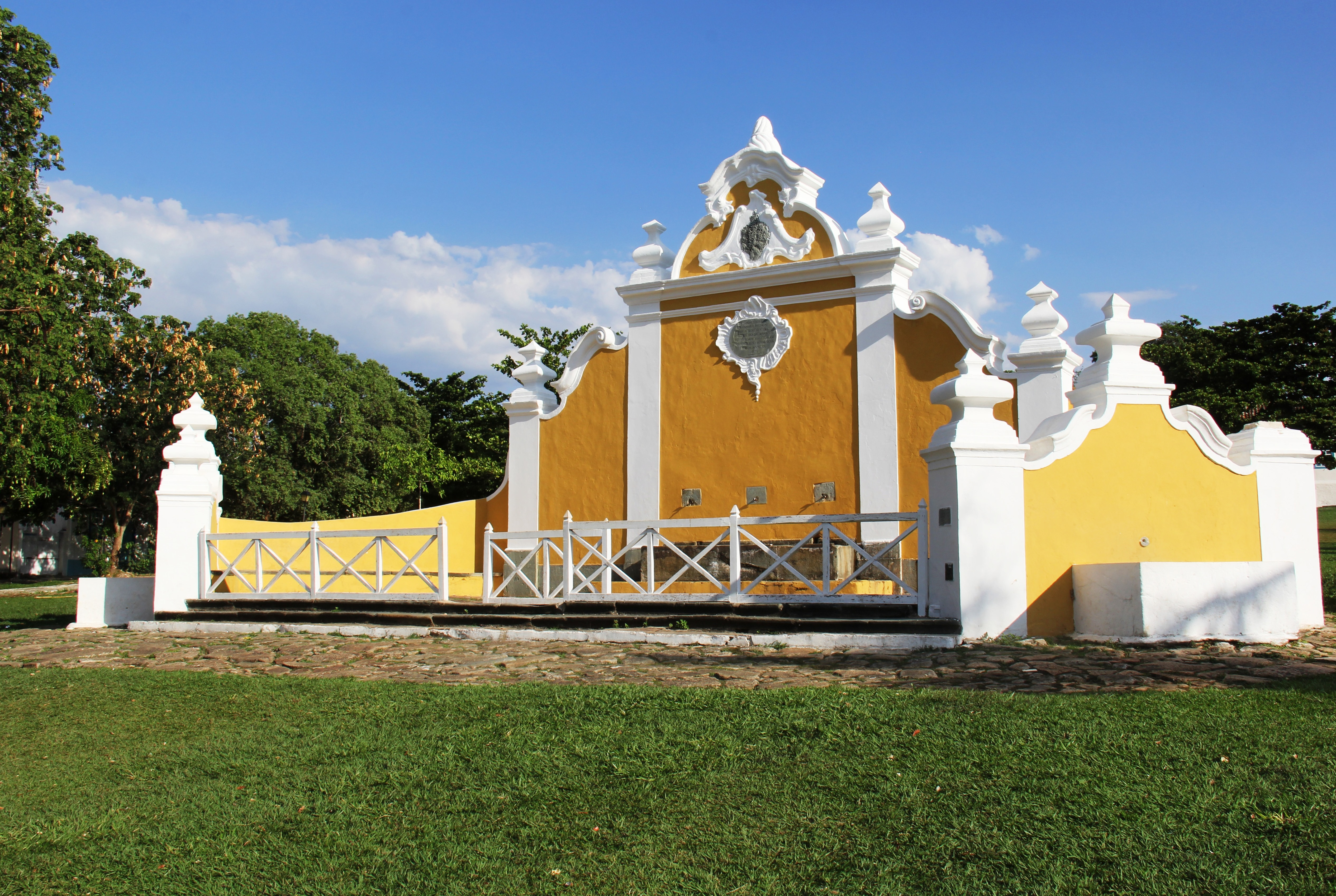
Chafariz de Cauda
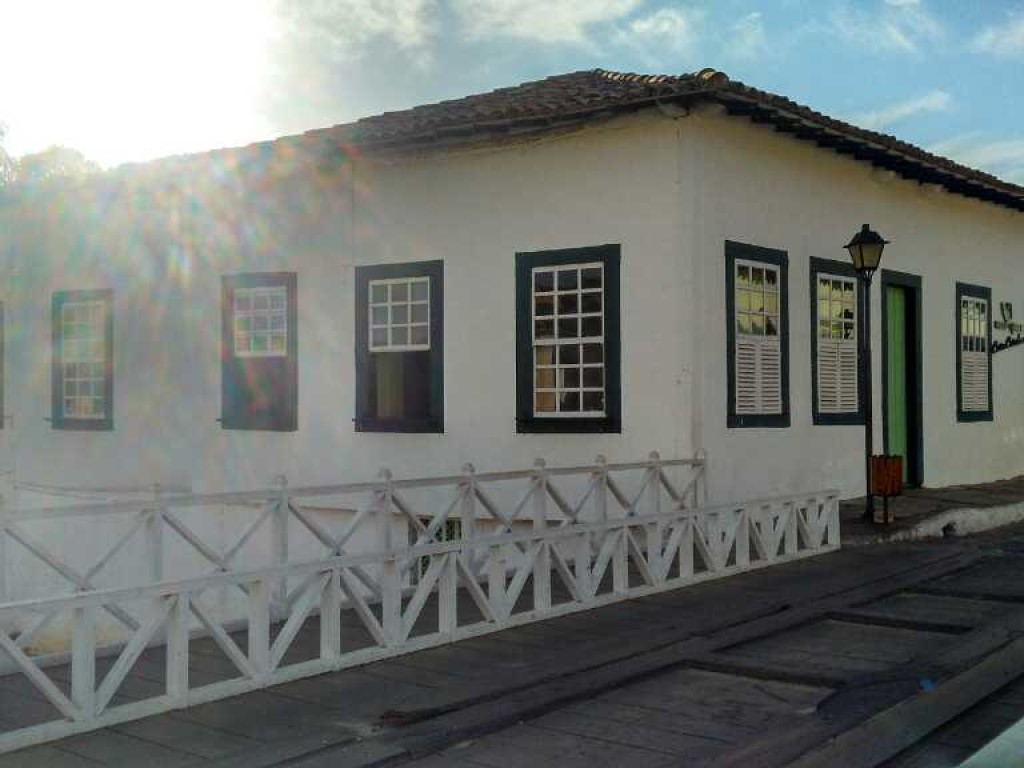
Casa de Cora Coralina
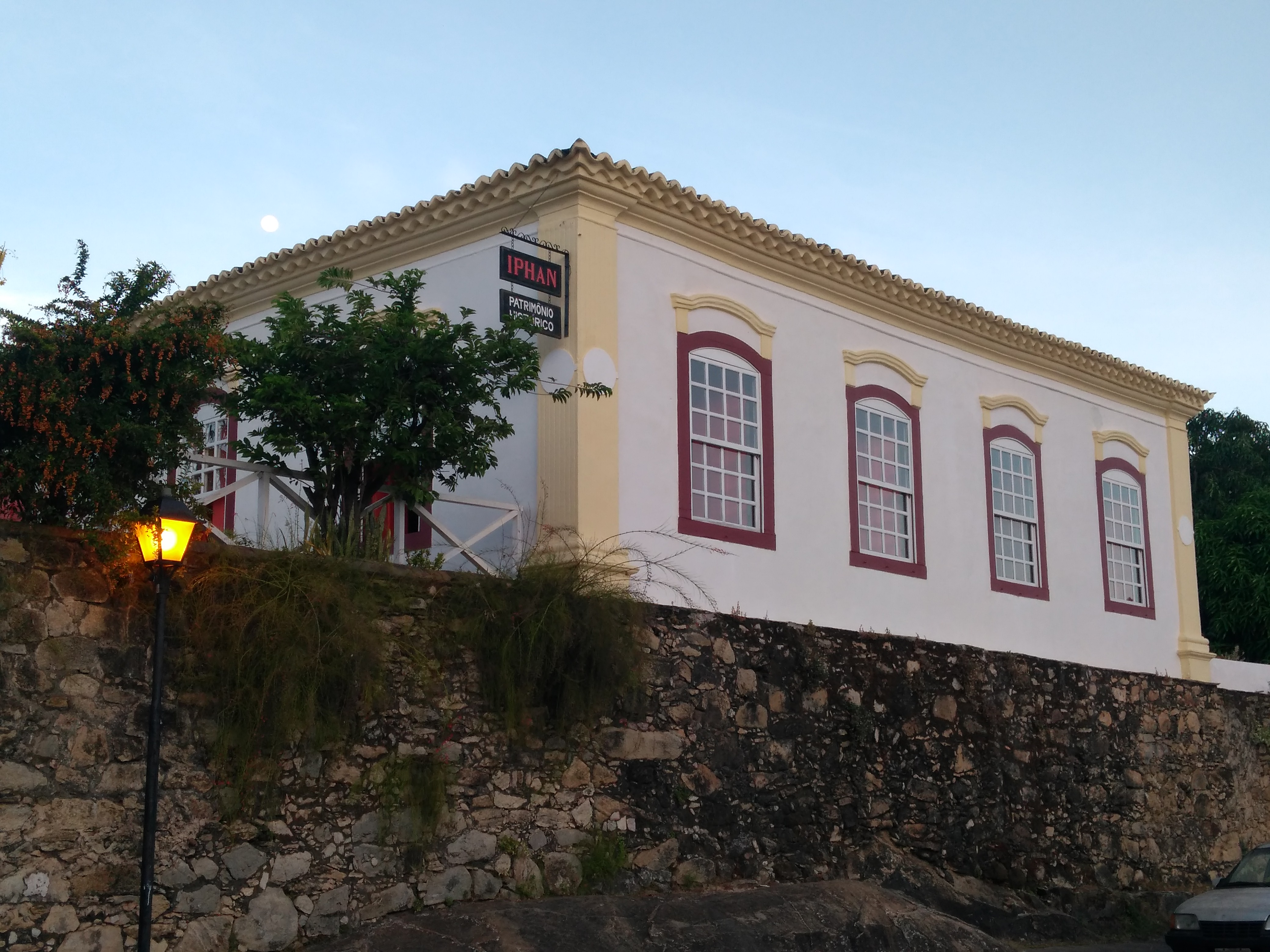
Casa do Bispo
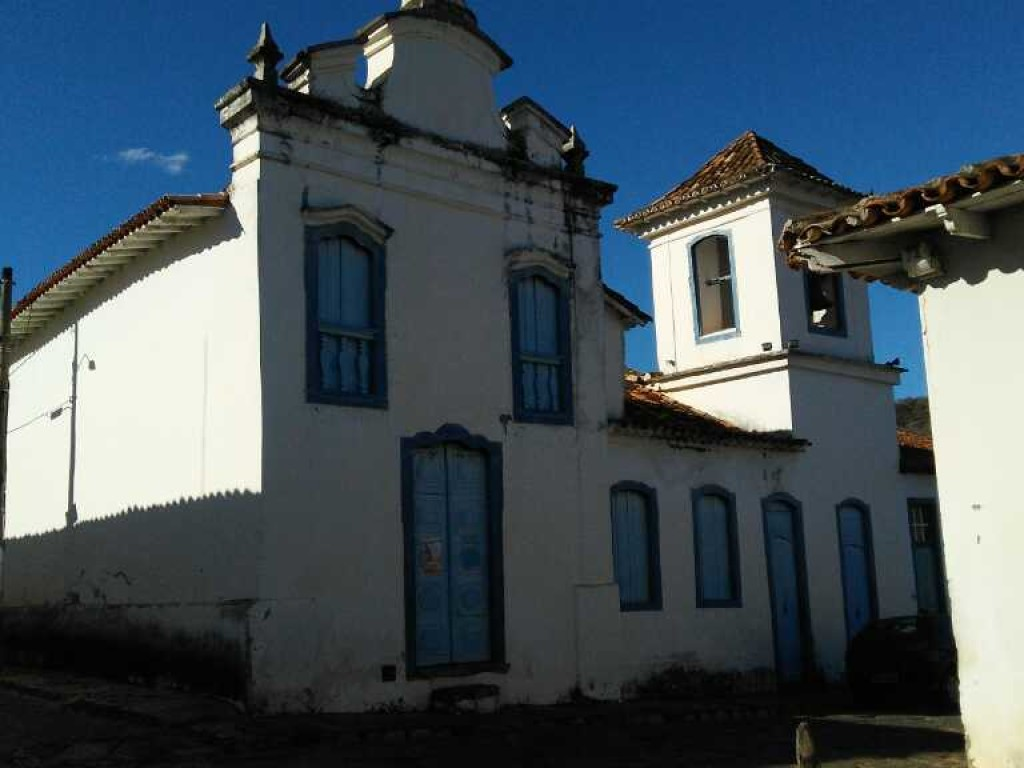
Igreja de Nossa Senhora d'Abadia
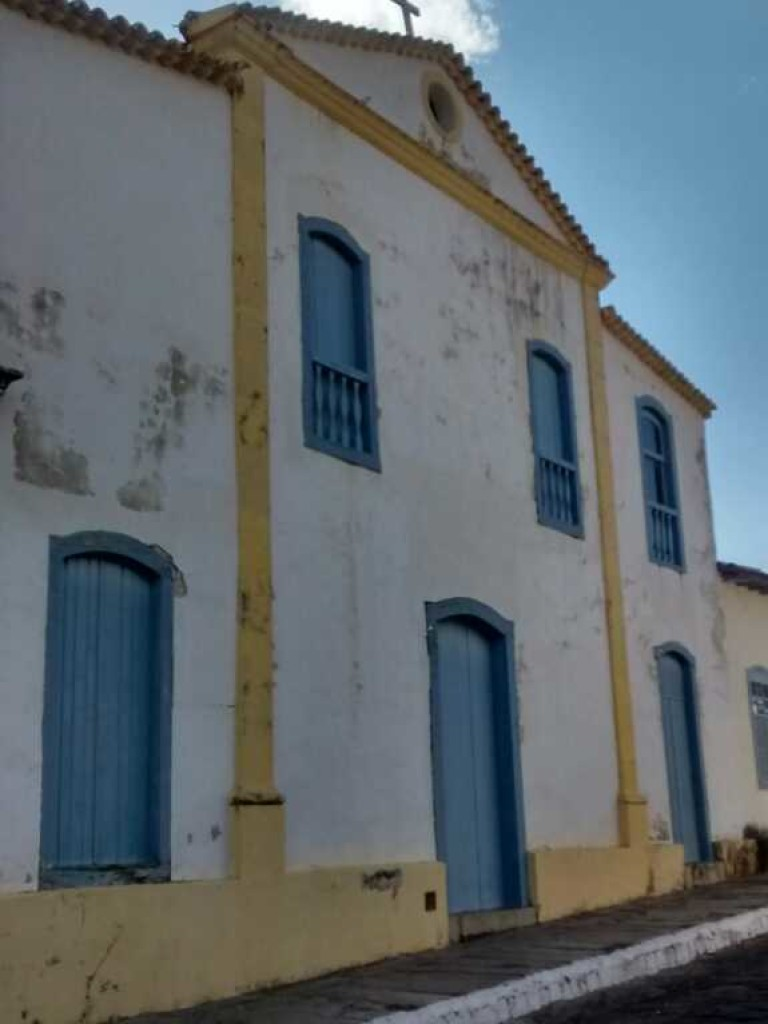
Igreja de Nossa Senhora do Carmo
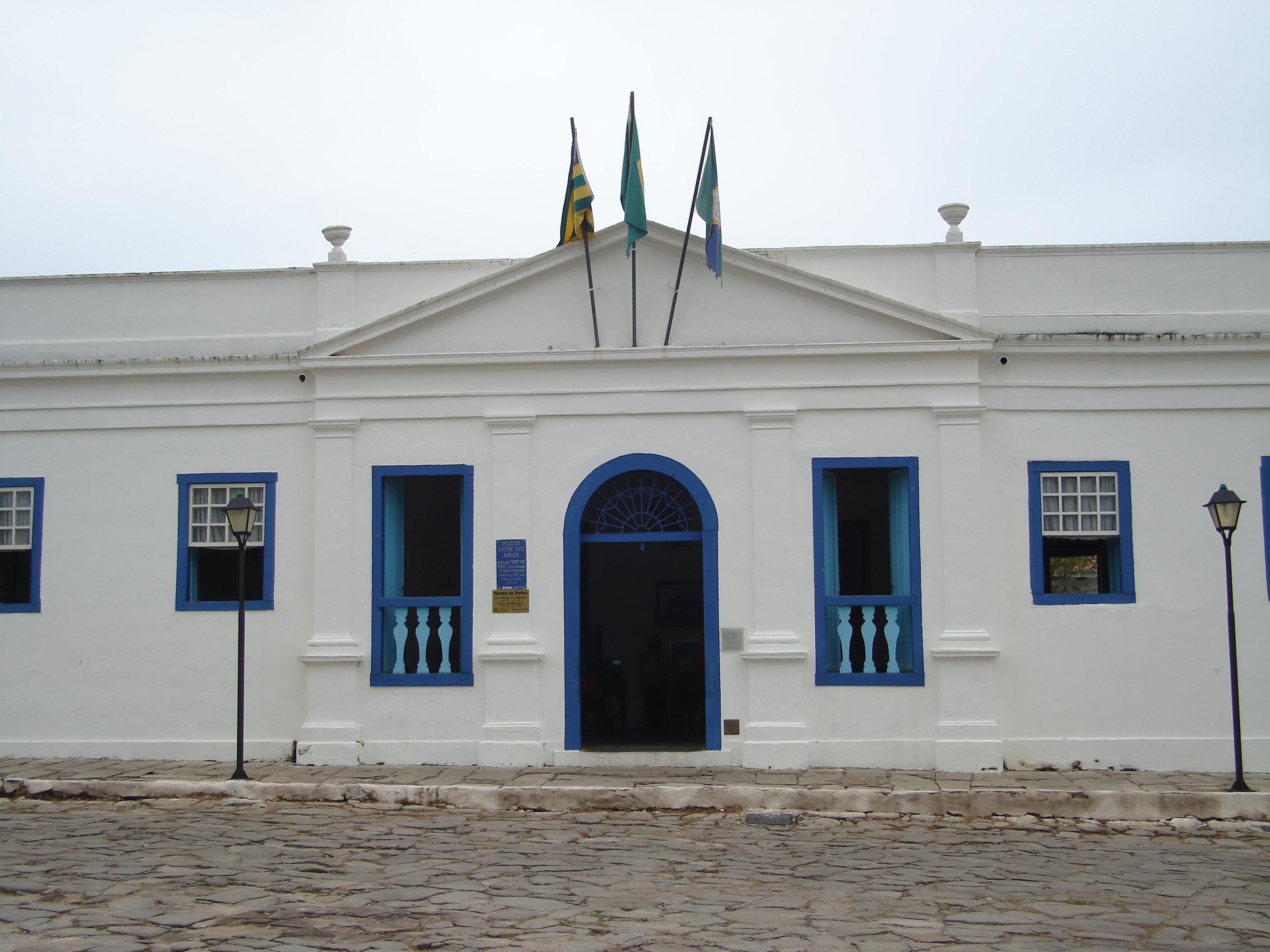
Palácio do Conde dos Arcos
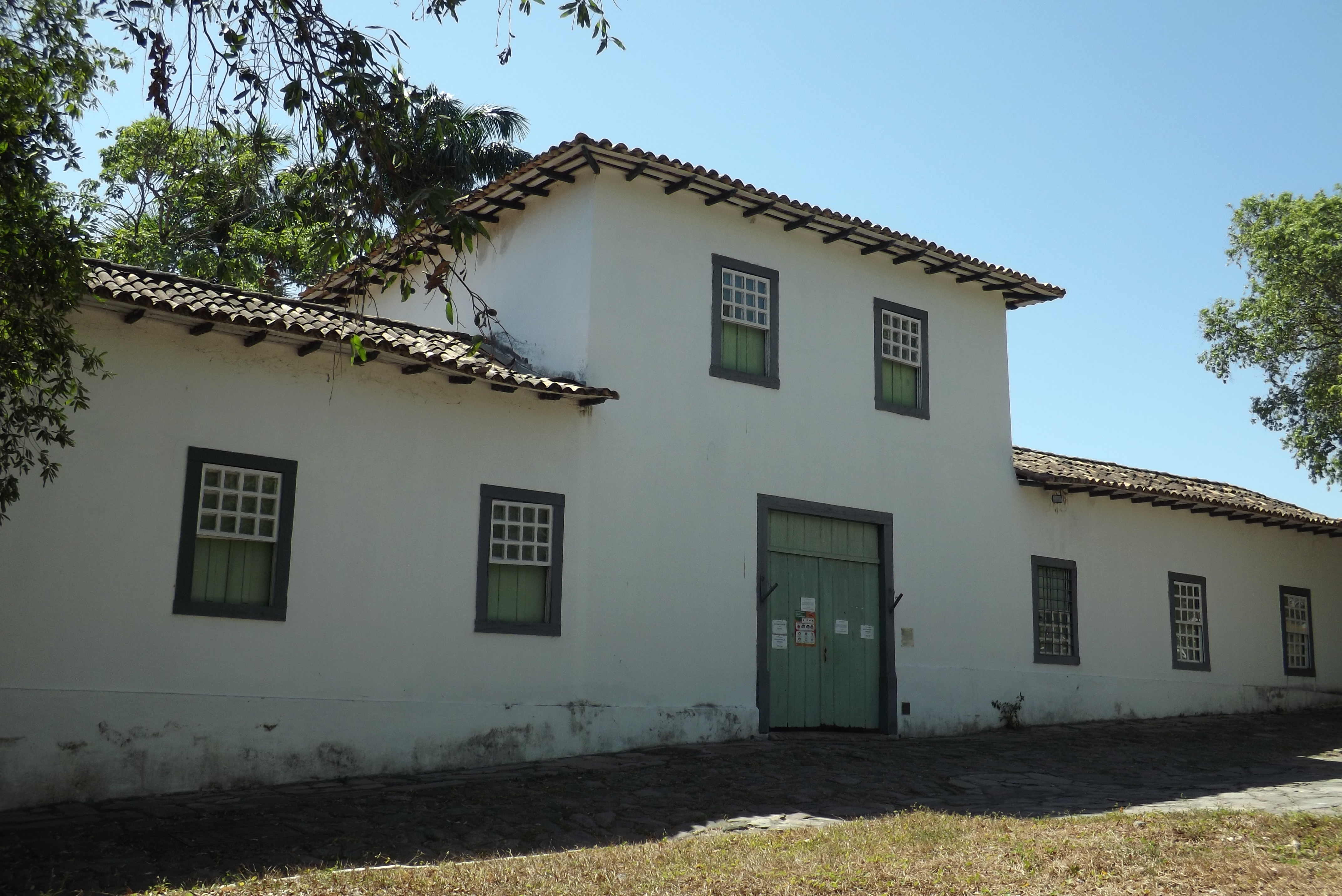
Quartel do XX